# Eusterinx subdola
Eusterinx subdola là một loài tò vò trong họ Ichneumonidae.